# Анслем Дъглас
Анслем Дъглас (на английски: Anslem Douglas; роден на 23 юли 1964 г.) е музикант и композитор от Тринидад и Тобаго, най-известен с хитовия сингъл „Doggie“, който по-късно е изпълнен от Baha Men като „Who Let the Dogs Out“ („Кой пусна кучетата?“).

## Биография
Дъглас е роден и израснал в Сан Фернандо, в южната част на Тринидад. Започва да пее в местната петдесятна църква и на 16 години заедно с няколко свои приятели от църквата създават група Exodus. През 1984 г. Дъглас постъпва в бреговата охрана на Тринидад и Тобаго, където служи шест години. През това време той участва в изпълненията на групата на бреговата охрана.
По-късно, след като се запознава с традиционния жанр на Тринидад „сока“, участва в местни групи от Тринидад като Fire Flight (с които записва първата си песен през 1988 г.) и Atlantik. През това време той композира Ragga Poom Poom, Good Music To Dance и хитовия сингъл „Who Let the Dogs Out“ („Кой пусна кучетата?“), който спечелва Грами през 2001 г. Най-известната версия на тази песен извън Карибите е кавър версия, изпята от „Baha Men“. Дъглас издава и албума Soul Island с Friend и Ooh Ahh, джаз хит, продуциран от Еди Булен, както и социално ангажираната Abuse, включена в албума му Sir Anslem Douglas издаден през 2000 година.
През 2001 г. Дъглас е страна по известно дело за авторските права на песента „Кой пусна кучетата?“. Първоначално припевът е композиран през 1995 г. от Патрик Стивънсън и Лерой Уилямс за друга цел от звукозаписна компания Platinum / Action House Studios в Торонто, Канада. Съдебният процес показва, че по същото време Дъглас е бил клиент на компанията, и че е използвал припева в своята песен. Делото приключва със споразумение с неразкрита сума.
През 2012 г. Дъглас записва албум „Project AD“ с десет песни, като повечето са написани самостоятелно, продуциран от Еди Булен (Eddie Bullen) и неговия син Куинси Булен (Quincy Bullen). През 2013 г. излизат синглите Мислиш ли, че ще разбере“, Bacchanal и Dancing With You. Записва и класическото парче от 60-те години I Want To Know заедно с Лил Битс (Lil Bitts). За Carnival 2014, Анслем създава синглите Boom и Broughtupcy в стил „сока“, последвани от реге парчето It wasn't You в края на април. Анслем Дъглас печели наградата „Най-добър изпълнител в карибски стил“ на „Черни канадски награди 2014“.

## Избрана дискография
- Soul Island (3 януари 2012)
- Project A.D. (декември 2012)
- Bacchanal (1 януари 2013)
- Dancing With You (14 март 2013)
- When You Wine (16 май 2013)
- Boom Boom (21 декември 2013)
- Broughtupcy (13 януари 2014)
- It Wasn't You (30 април 2014)